# 1787
Промислова революція •  Просвітництво • Російська імперія

## Геополітична ситуація
Османську імперію очолює султан Абдул-Гамід I (до 1789 року). Під владою османів перебувають Близький Схід та Єгипет, Середземноморське узбережжя Північної Африки, частина Закавказзя, значні території в Європі: Греція, Болгарія і Сербія. Васалами османів є Волощина та Молдова.
Священна Римська імперія охоплює, крім німецьких земель, Угорщину з Хорватією, Трансильванію, Богемію, Північну Італію, Австрійські Нідерланди. Її імператор — Йосиф II (до 1790 року). На троні Пруссії Фрідріха Великого змінив Фрідріх-Вільгельм II (до 1797 року).
У Франції королює Людовик XVI (до 1792 року). Франція має колонії в Північній Америці та Індії. В Іспанії править Карл III (до 1788). Королівству Іспанія належать південь Італії, Нова Іспанія, Нова Гранада, Віцекоролівство Перу, Внутрішні провінції та Віцекоролівство Ріо-де-ла-Плата в Америці, Філіппіни. У Португалії королює Марія I (до 1816 року). Португалія має володіння в Бразилії, в Африці, в Індії, в Індійському океані й Індонезії. На троні Великої Британії сидить Георг III (до 1820 року). Британія має колонії в Північній Америці, на Карибах та в Індії.
Сполучені Штати Америки, займають територію колишніх 13 британських колоній, територія на півночі північноамериканського континенту належить Великій Британії, територія на півдні та заході — Іспанії й Франції.
Північ Нідерландів займає Республіка Об'єднаних провінцій Нідерландів. Вона має колонії в Америці, Індонезії, на Формозі та на Цейлоні. Король Данії та Норвегії — Кристіан VII (до 1808 року), на шведському троні сидить Густав III (до 1792 року). На Апеннінському півострові незалежні Венеційська республіка та Папська область. Король Речі Посполитої — Станіслав-Август Понятовський (до 1795 року). У Російській імперії править Катерина II (до 1796 року).
Україну розділено між трьома державами. Королівство Галичини та Володимирії належить Австрії. По Дніпру проходить кордон між Річчю Посполитою та Російською імперією. Лівобережна частина розділена на Київське намісництво, Чернігівське намісництво, Новгород-Сіверське намісництво, Новоросійську губернію та Харківське намісництво. Задунайська Січ існує під протекторатом Османської імперії. Крим є частиною Російської імперії.
В Ірані править династія Зандів. Імперія Маратха контролює значну частину Індостану. Зростає могутність Британської Ост-Індійської компанії. У Бірмі править династія Конбаун. У Китаї володарює Династія Цін. У Японії триває період Едо.

## Події

### В Україні
- Російсько-турецька війна:
  - Утворено Катеринославське козацьке військо.
  - Російські війська завдали поразки туркам на Кінбурнській косі.

### У світі
- У Нідерландах Батавська революція вступила в стадію громадянської війни.
  - У травні оранжисти напали на три міста в провінції Утрехт.
  - 28 червня патріоти затримали принцесу Вільгеміну, сестру прусського короля.
  - 13 вересня прусські війська окупували Нідерланди.
- Утверджено конституцію США — Верховний закон Сполучених Штатів Америки. Чинна Конституція США утверджена 17 вересня 1787 року під час Конституційної Конвенції в Філадельфії і ратифікована в усіх 13 тодішніх американських штатах. Конституція США є найстарішою федеральною конституцією. Оригінал цього історичного документа знаходиться в Вашингтоні (округ Колумбія).
  - У грудні Конституцію ратифікували штати Делавер, Пенсільванія та Нью-Джерсі.
- Почалася війна між Російською та Османською імперіями
- 23 грудня капітан Вільям Блай відплив на «Баунті» на Таїті.

### Засновані
- Делавер
- Нью-Джерсі
- Пенсільванія
- Північно-Західна територія (США)

### Зникли
- Графство Сен-Поль

### Наука та культура
- Вільям Гершель відкрив перші два супутники Урана — Титанію та Оберон.
- Вільям Кертіс почав видавати «Ботанічний журнал», який під назвою «Curtis's Botanical Magazine» публікується й досі.
- Антуан Лавуазьє з групою інших французьких хіміків опублікував «Метод хімічної нуменклатури».
- Жак Шарль сформулював закон Шарля.
- Ернст Хладні опублікував «Entdeckungen über die Theorie des Klanges», де продемонстрував моди коливань.
- Відбулася прем'єра п'єси Фрідріха Шиллера «Дон Карлос, Інфант Іспанський».
- У Празі відбулася прем'єра опери Моцарта «Дон Жуан».

## Народились
Дивись також Категорія:Народились 1787
- 24 лютого — Вільгельм Карл Грімм, німецький письменник, казкар, молодший брат Якоба Грімма.
- 10 березня — Устим Якимович Кармелюк, український народний герой, керівник боротьби селян Поділля проти кріпацтва (1813—1835).
- 16 березня — Ом Ґеорґ Симон, німецький фізик, який відкрив закон, названий на честь нього.
- 17 липня — Фрідріх Крупп, німецький промисловець.
- 15 серпня — Аляб'єв Олександр Олександрович, російський композитор.
- 18 листопада — Луї Жак Манде Дагер, французький художник, хімік і винахідник, один з творців фотографії.
- Абламович Ігнатій Карлович — польський педагог.

## Померли
- Див. також Категорія:Померли 1787